# Örvényesi-séd
Az Örvényesi-Séd Pécselytől északnyugatra ered, Veszprém vármegyében. A patak forrásától kezdve déli irányban halad Örvényesig, ahol beletorkollik a Balatonba.
Az Örvényesi-Séd vízgazdálkodási szempontból a Balaton-közvetlen Vízgyűjtő-tervezési alegység működési területéhez tartozik.
2014 szeptemberében a patak kilépett medréből a heves esőzések miatt és elöntötte Örvényes egy részét, amely miatt a 71-es főút egy szakaszát is le kellett zárni a forgalom elől.

## Part menti települések
- Pécsely
- Örvényes